# César Montero Bustamante
César Demetrio Montero Bustamante (Montevideo, 22 de diciembre de 1885 - Montevideo, 7 de mayo de 1971) fue un escritor y diplomático uruguayo.

## Biografía
Fueron sus padres José Montero Wentuises y Adriana Bustamante. Nieto del escritor y político Pedro Bustamante y hermano del polígrafo e hisotriador Raúl Montero Bustamante.  
Terminados sus estudios en el Liceo (1898-1902), comenzó su carrera administrativa. Prestó servicios en la Contaduría General de la Nación y en el Banco de la República, y en 1910 fue nombrado Cónsul de la República en Wellington, Nueva Zelanda. 
A partir de ese momento residió en el extranjero, aunque siguiendo siempre el día a día de su país y procurando hacerlo conocer y enaltecerlo con su acción personal. Recorrió en función oficial Australia y las islas próximas a aquel continente y entabló las primeras relaciones consulares de aquellos países con el Uruguay.
Años después fue enviado a Ginebra a dirigir la Oficina de Inmigración que organizó el gobierno de su país. En noviembre de 1915 el gobierno uruguayo reconocía sus servicios con motivo de la comisión que le fue confiada para la inmigración de familias suizas al país.
Desempeñándose luego como cónsul en El Havre, al estallar la Primera Guerra Mundial se hizo cargo del Consulado General del Uruguay en Francia (1922-1924). Se mantuvo en París durante toda la guerra, participó en los azares del sitio, donde prestó servicios relevantes a la ciudad. El gobierno francés lo premió considerándolo con la Cruz de Caballero de la Legión de Honor.
El 31 de julio de 1925 fue designado cónsul general en España (con residencia en Barcelona) y en 1930 se le confió el Consulado General en el Reino Unido, con residencia en Londres, donde permanecería hasta 1941.
En diario "El bien público" (Montevideo) del 2 de agosto de 1938 se informaba: "En el último acuerdo celebrado entre el Señor Presidente de la República y el Señor Ministro de Relaciones Exteriores, se resolvió designar al Cónsul General en Gran Bretaña, Sr. César Montero Bustamante, Delegado en el Intergubernamental de Londres, que se ocupa del problema derivado de los refugiados políticos de Alemania y Austria."
En el año 1943, en plena Segunda Guerra Mundial, y a nombre del gobierno uruguayo, Montero Bustamante hizo entrega a la RAF de un caza de combate Spitfire XII con el nombre de "Uruguay XVI".
En aquellos años representó a su país ante los gobiernos de Noruega y Bélgica, y el de Polonia en Londres, durante el período 1944-45.
Fue nombrado Ministro Plenipotenciario ante el gobierno de Canadá, estableciéndose en su oficina en Ottawa el 11 de marzo de 1948.
En la década de 1950 se desempeñó como Ministro Plenipotenciario Adscripto de la delegación de su país ante las Naciones Unidas, asistiendo a varias conferencias internacionales.
En 1960 se desempeñó como Ministro Plenipotenciario ante el gobierno norteamericano, con asiento en la ciudad de Nueva York.
Sus responsabilidades administrativas le proporcionaron la oportunidad de especializarse en cuestiones económicas y sociales, y ha publicado numerosos estudios e informes de este tipo. Ha logrado conciliar estas actividades con su amor por las letras y las artes, que han atraído su espíritu desde su juventud. Ha escrito en prosa y verso en español y francés, dotando a sus escritos con un acento muy personal. Además, ha destacado en el arte pictórico, añadiendo a su diversidad de talentos el interés de su cultura internacional, adquirida en casi todos los continentes del globo.

### Vida personal

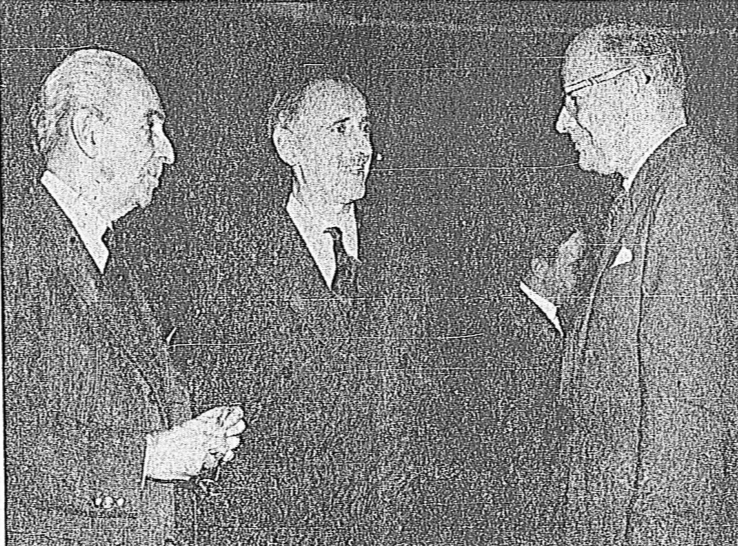
En la fotografía puede verse al Dr. César Montero Bustamante en compañía del embajador Mario Majoli (centro), de Italia, y de John E. Forbes (derecha), el de Estados Unidos, durante la Quinta Comisión de la ONU en 1958.

Contrajo matrimonio el 12 de junio de 1910 en Río de Janeiro con Maria Thereza de Oliveira Roxo, Vizcondesa de Vargem-Alegre. No tuvieron hijos. Tras enviudar, en 1941, casó en segundas nupcias con Eugenia Spayer, nacida en Vilna, Lituania.   

### Muerte
Falleció en Montevideo el 7 de mayo de 1971.